# 卫克兴
卫克兴（1947年9月—），山西永济人，中华人民共和国政治人物。

## 生平
1971年3月加入中国共产党。1975年毕业于清华大学电力系。历任山西省计划委员会燃动处、中共山西省委组织部老干处、省委办公厅秘书一处、省委组织部党政干部处干事，中共阳泉市郊区区委常委兼荫营镇党委书记，中共平定县委副书记。1990年4月至1995年6月，任中共阳泉市城区区委书记。后任中共阳泉市委常委、政法委书记，山西省委省直工委副书记，山西省档案局局长、山西省档案馆馆长，山西省政协常委、农村委员会副主任。